# Francesco Maria Piave
Francesco Maria Piave (Murano, 18 maggio 1810 – Milano, 5 marzo 1876) è stato un librettista, traduttore, critico d'arte e impresario teatrale italiano.

## Biografia
Figlio di Giuseppe Piave e di Elisabetta Casarini, nacque nel 1810 in una famiglia benestante, legata all'industria del vetro. Dal 1808 il padre era podestà del comune di Murano durante il periodo napoleonico, e ricoprì questo incarico fino al 1816.
Cominciati per volere del padre gli studi ecclesiastici presso il Seminario Patriarcale di Venezia, il giovane Piave li interruppe nel 1827.
In seguito Piave studiò materie letterarie a Roma, dove si era trasferito con la famiglia. Nella capitale pontificia divenne socio dell'Accademia tiberina, ove conobbe il letterato Jacopo Ferretti (con cui strinse un'amicizia sfociata in una corrispondenza epistolare che tuttora aiuta a ricostruire la sua vita) e il poeta romanesco Giuseppe Gioachino Belli, che gli dedicò un sonetto; divenne anche socio dell'Accademia dell'Arcadia.
Nell'estate del 1838 morì il padre e Piave decise di ritornare a Venezia, dove giunse il 6 settembre, ricongiungendosi alla famiglia già rientrata. Trovò lavoro come revisore-correttore presso il tipografo Giuseppe Antonelli, probabilmente già conosciuto in giovanissima età; Antonelli venne presto considerato, come Piave scrisse in una lettera al Ferretti, «piucche padre».
Presso Antonelli iniziò l'attività di traduttore. Ben presto si avvicinò al giornalismo, entrando alla Gazzetta Privilegiata di Venezia; per la testata scrisse numerosi articoli, soprattutto di critica d'arte.
L'11 settembre 1841 comunicò al Ferretti di star lavorando, «con tutta la modestia di un Debutante» (sic), al suo primo libretto d'opera, tratto da La bottega del caffè di Carlo Goldoni; il risultato, il Don Marzio per il compositore Samuel Levi, rimase inedito e mai rappresentato.
Il suo primo libretto rappresentato fu il secondo suo lavoro, una revisione delle parole di Giovanni Peruzzini per Il Duca d’Alba di Giovanni Pacini, rappresentato al Teatro La Fenice di Venezia nel 1842.
Nello stesso 1842 divenne direttore degli spettacoli del Teatro La Fenice, e iniziò anche una collaborazione con il Teatro alla Scala di Milano. Nel 1844, con il libretto di Ernani, iniziò la sua collaborazione con Giuseppe Verdi, che entrerà nella storia della musica mondiale; Ernani ebbe la sua prima al Teatro La Fenice il 9 marzo. Nel 1848 Piave venne nominato poeta ufficiale dello stesso teatro.
Il 15 gennaio 1855 nella chiesa di Santo Stefano (a Venezia) sposò la cantante lirica Elisa Gasparini (Gorizia 1825 - Milano 1906), che gli era stata presentata per un’audizione dal tenore Antonio De Val; dal matrimonio nascerà una figlia, Adelina Piave, futura cantante.
A inizio marzo 1859 lasciò Venezia e La Fenice e si trasferì a Milano con la famiglia, appoggiandosi alla mecenate Clara Maffei, a Verdi e al nuovo governatore Massimo d’Azeglio. Il 30 giugno 1860 firmò un contratto con il Teatro alla Scala; per lui venne creata una figura nuova: era poeta teatrale ma anche direttore di scena, aveva cioè il compito di occuparsi della parte visiva delle opere, di fare le ordinazioni per scene e costumi, e non solo per La Scala, ma anche per il Teatro Carignano e il Teatro Regio di Torino; il tutto per un mensile di sole 130 lire, di gran lunga inferiore a quello dei cantanti di livello e del suo salario per ogni libretto.
Piave scrisse circa sessanta libretti per opere di vari compositori, quali Giovanni Pacini, Saverio Mercadante e Antonio Cagnoni, ma la produzione più significativa si ebbe con Giuseppe Verdi, per il quale scrisse ben dieci libretti.
Nel 1865, seppur sconsigliato da Verdi, che ne prevedeva il respingimento, presentò la domanda per ottenere l’insegnamento di letteratura drammatica e declamazione al Conservatorio di Milano; la domanda fu respinta.
Deluso ed esaurito, il 5 dicembre del 1867 venne colpito da un attacco apoplettico che lo lasciò paralizzato e incapace di parlare e lavorare; furono alcuni compositori, in particolar modo Verdi, a soccorrerlo finanziariamente e a garantire un'educazione e un sicuro avvenire alla figlia.
Nel 1868 Ricordi pubblicò un Album per Canto di Auber-Cagnoni-Mercadante-Ricci-Thomas-Verdi a benefizio del poeta F.M.Piave: vi presero parte, come da titolo, i compositori Daniel Auber, Antonio Cagnoni, Saverio Mercadante, Federico Ricci, Ambroise Thomas e Giuseppe Verdi; l'incasso delle vendite andò a sostegno di Piave e famiglia.
Piave morì qualche anno dopo, il 5 marzo 1876 a Milano. Verdi provvedette perfino alle spese di funerale e sepoltura al Cimitero Monumentale della città. In seguito i suoi resti sono stati trasferiti in un'ampia celletta nella Cripta del Famedio dello stesso Monumentale.

## I libretti

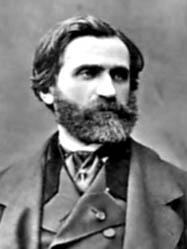
Giuseppe Verdi

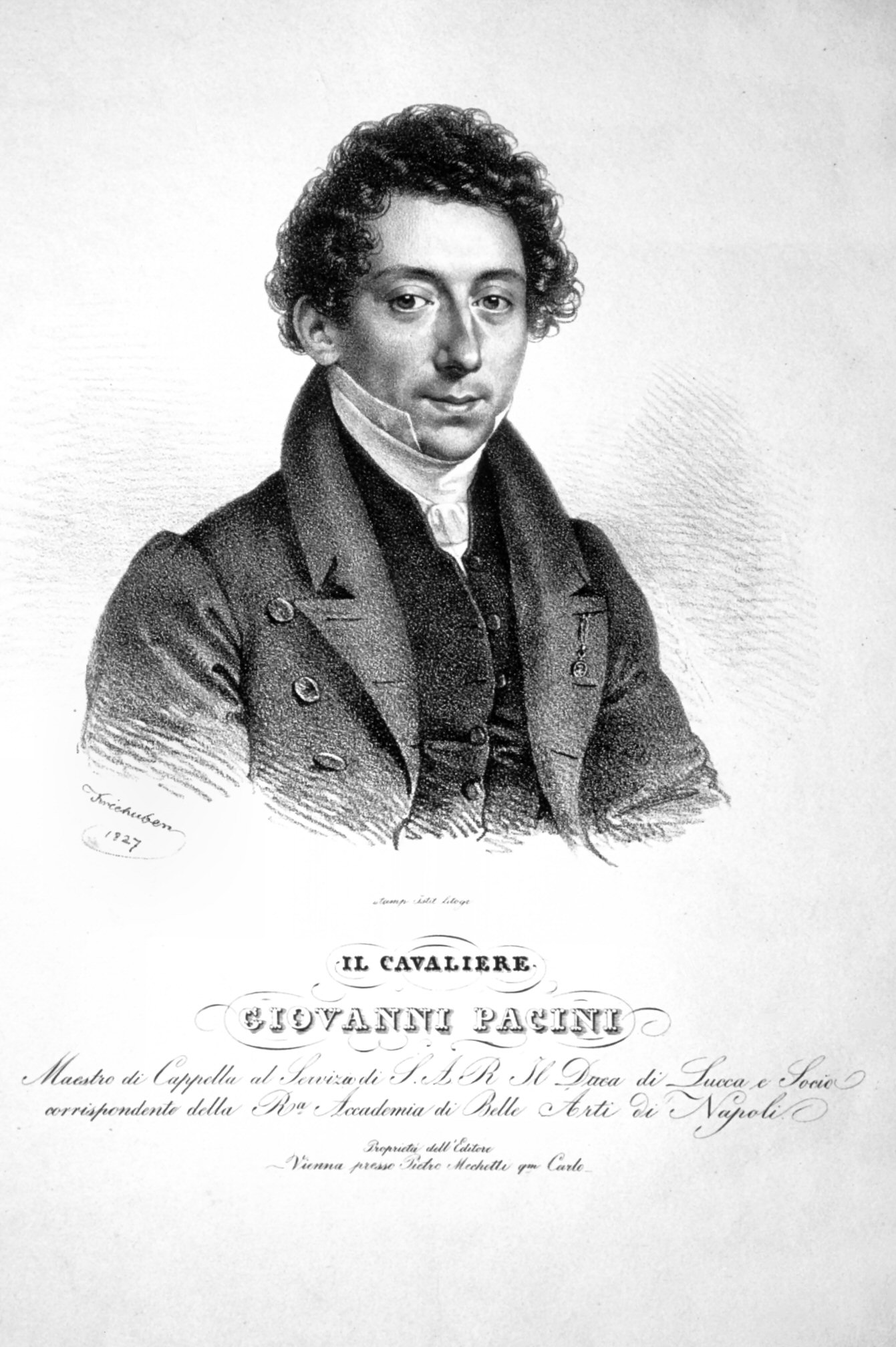
Giovanni Pacini

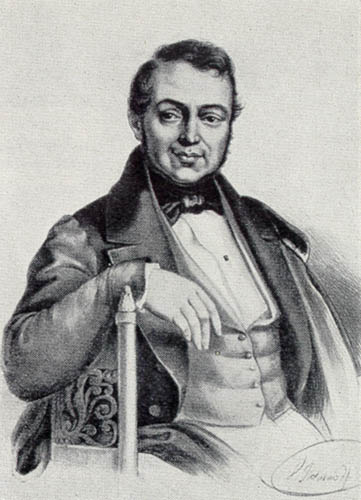
Saverio Mercadante

### Per Giuseppe Verdi
- Ernani (1844)
- I due Foscari (1844)
- Macbeth (1847), modificato da Andrea Maffei
- Il corsaro (1848)
- Stiffelio (1850)
- Rigoletto (1851)
- La traviata (1853)
- Simon Boccanegra (1857), modificato da Giuseppe Montanelli e successivamente da Arrigo Boito
- Aroldo (1857), rifacimento di Stiffelio
- La forza del destino (1862)

### Per Giovanni Pacini
- Adolfo di Warbel, coautore Giovanni Peruzzini (1842), prima rappresentazione, col titolo Il duca d'Alba, al Teatro La Fenice di Venezia
- Lorenzino de' Medici (1845)
- Allan Cameron (1851)
- Berta di Varnol (1867)

### Per Saverio Mercadante
- La schiava saracena (1848)

### Per Antonio Cagnoni
- La tombola (1868)

### Per Luigi e Federico Ricci
- Crispino e la comare (1850), prima rappresentazione al Teatro San Benedetto di Venezia